# Дворец Спонца
Дворец Спонца, или Дивона (хорв. Palača Sponza) — архитектурный памятник в Дубровнике.

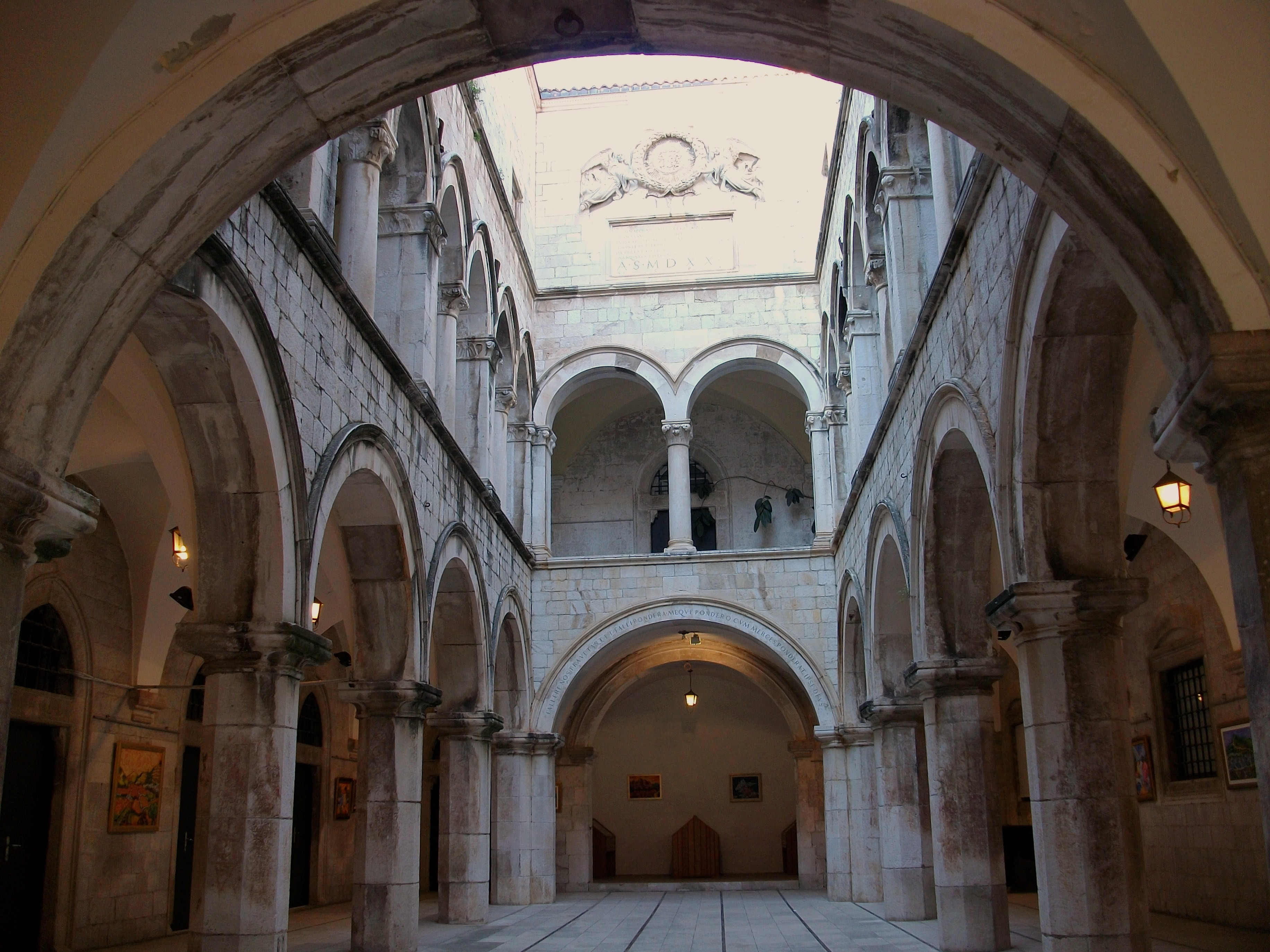
Атриум

Дворец был построен Паское Милицевичем в 1516—1521 годах в готическом стиле эпохи Возрождения. Во время Дубровницкой республики здание использовалась по-разному. В различное время в нём размещались таможня, казначейство, банк, монетный двор и школа. С 1952 года во дворце размещается архив Дубровника, содержащий множество старинных исторически ценных документов.
Дворец находится с левой стороны площади Ложа, популярной среди туристов. Перед дворцом с 1950 года ежегодно проходит Дубровницкий летний фестиваль.
Атриум дворца является основой компьютерной модели "Crytek Sponza" используемой для демонстрации техник глобального освещения.